# Robert Armani
Robert Armani (Robert Woods) (Chicago (Illinois), 8 juni 1970) is een technoproducer uit Chicago. Hij werd in de vroege jaren negentig bekend met een rauwe en minimale sound. In 2002 was hij ook betrokken bij de hit Airport die hij samen met de Belgische Bjorn Wendelen produceerde. Ook was hij actief als Club Style, Traxmen en Mark Bernard.

## Doorbraak
Woods groeide op in Chicago, en begon op 14-jarige leeftijd te experimenteren met het produceren van muziek. Aanvankelijk wilde hij politieagent worden maar rond zijn 18e koos hij voor de muziek. Vanwege zijn designer kleren kreeg hij de bijnaam Robert Armani, die hij overnam als artiestennaam. In 1990 kwam de EP Armani Trax uit die hij samen met Armando (producer) maakte. Zijn vroegste releases werden gemaakt met een Casio Sampler, een Roland TB-303 en een Roland TR-909. Zijn doorbraak kwam met de Ambulance EP (1991), uitgebracht op het (eveneens uit Chicago afkomstige Techno label, Dance Mania). De rauwe plaat wist te scoren in het ravecircuit in Europa. In 1993 werd zijn plaat Circus Bells een hit door een remix van de Duitse groep Hardfloor. In de jaren negentig maakte Armani ook diverse albums hoewel deze nooit echt buiten de marge bekend werden. Robert Armani bracht in 1994 tracks als Hit Hard (Robert's Remix) en Ambulance Two (DJ Bounty-hunter - Bonzai Remix) uit op het Belgische label Music Man Records
 .

## Armani & Ghost
In 2002 maakte Armani een comeback in samenwerking met de Belgische producer Bjorn Wendelen. Als Armani & Ghost produceerden ze de plaat Airport. Het harde minimale nummer werd populair binnen de opkomende hardstyle stroming van dat moment. Het duo maakte daarna nog een handvol singles samen.

## Citaat
“It comes from the streets. Like the Blues Man improvising with the raw guitarsound, I do the same with my drummachine creating Techno!” Robert Woods

## Aliassen
Mark Bernard, Rob Woods.
Samenwerkingsprojecten: Armani & Ghost, Club Style, Traxmen.
1. ↑  https://www.residentadvisor.net/dj/robertarmani/biography

- Bibliothèque nationale de France: cb139663041 (data)
- International Standard Name Identifier: 0000 0000 0293 6938
- Library of Congress Control Number: no2009002506
- MusicBrainz: 03da2809-9fdc-404b-9aa5-5f52206d4f1d
- Virtual International Authority File: 14965584
- WorldCat: E39PBJrm86v7TMqvbjtmXHKGHC